# Rhynocrangon alata
Rhynocrangon alata är en kräftdjursart som först beskrevs av M. J. Rathbun 1902.  Rhynocrangon alata ingår i släktet Rhynocrangon och familjen Crangonidae. Inga underarter finns listade i Catalogue of Life.